# Scotopteryx nevadaria
Scotopteryx nevadaria är en fjärilsart som beskrevs av Jules Pièrre Rambur 1886. Scotopteryx nevadaria ingår i släktet backmätare, och familjen mätare. Inga underarter finns listade.